# ジュリアス・チェイジェス
ジュリアス・チェイジェス（Julius Chajes、1910年12月21日 - 1985年2月24日）は、ユダヤ系アメリカ人の作曲家・ピアニスト。
オーストリア＝ハンガリー帝国のレンベルク（現在のウクライナのリヴィウ）出身。歯科医師の父とピアニストの母との間に生まれ、母からピアノの手ほどきを受けた。
1920年に遠戚でラビのツヴィ・ペレツ・ハイェスを頼ってウィーンに移住し、ピアノをモーリツ・ローゼンタール夫妻らに、作曲をフーゴ・カウダーに師事した。9歳で神童としてピアノリサイタルを開いて作曲作品を披露し、15歳の時に『ロマン的幻想曲』がウィーン交響楽団によって演奏された。1933年の国際ピアノコンクールでウィーン市から優秀賞を贈られたが、1934年にパレスチナへの移住を決断し、お別れコンサートではロゼー弦楽四重奏団によって『弦楽四重奏曲第2番』と『弦楽四重奏曲第3番』が演奏された。
テルアビブでは音楽アカデミーでピアノを教えるかたわら、ユダヤ音楽の起源と発展を研究し、ユダヤ音楽の影響を受けた作曲スタイルを確立した。
1937年にアメリカ合衆国に移住し、翌年にニューヨークでアメリカデビューを果たした。1940年からデトロイトのユダヤ人コミュニティーの音楽指導にあたり、1950年からウェイン州立大学で教鞭をとった。その他にも自らのオーケストラを創設したり、ピアニストとしてポール・パレー率いるデトロイト交響楽団と共演を行ったりした。
作曲家としてコンサートホールのための音楽とシナゴーグのための音楽の両方を作曲し、アメリカのユダヤ音楽に大きな影響を与えた。また宗教的にはユダヤ教・カトリック・プロテスタントの相互理解に努めた。

## 作品
- 3つの弦楽四重奏曲
- ピアノとオーケストラのためのロマン的幻想曲（1925年）
- ヘブライ組曲（1940年）
- ヴァイオリンとピアノのためのソナタ（1955年）
- ピアノ協奏曲（1956年）

## 文献
- Darryl Lyman: Great Jews in Music. Jonathan David Publishers, New York 1986, ISBN 0-824-60315-X.
- Walter Pass, Gerhard Scheit, Wilhelm Svoboda: Orpheus im Exil. Die Vertreibung der österreichischen Musik 1938–1945. Verlag für Gesellschaftskritik, Wien 1995, ISBN 3-851-15200-X.
- Oesterreichisches Musiklexikon. Verlag der Österreichischen Akademie der Wissenschaften, Wien 2002, ISBN 3-7001-3043-0 (Band 1).
- Handbuch österreichischer Autorinnen und Autoren jüdischer Herkunft 18. bis 20. Jahrhundert. Hrsg.: Österreichische Nationalbibliothek, Wien. K. G. Saur, München 2002, ISBN 3-598-11545-8 (Band 1).